# Antiblemma censura
Antiblemma censura är en fjärilsart som beskrevs av Paul Dognin 1912. Antiblemma censura ingår i släktet Antiblemma och familjen nattflyn. Inga underarter finns listade i Catalogue of Life.